# Heliotropium albrechtii
Heliotropium albrechtii är en strävbladig växtart som beskrevs av Lyndley Alan Craven. Heliotropium albrechtii ingår i Heliotropsläktet som ingår i familjen strävbladiga växter. Inga underarter finns listade i Catalogue of Life.